# Litosermyle ocanae
Litosermyle ocanae är en insektsart som beskrevs av Morgan Hebard 1919. Litosermyle ocanae ingår i släktet Litosermyle och familjen Diapheromeridae. Inga underarter finns listade i Catalogue of Life.